# 哈里猪笼草
哈里猪笼草（学名：Nepenthes&nbsp）是由爱德华猪笼草（N. edwardsiana）和长毛猪笼草（N. villosa）杂交得到的自然杂交种。其亲本近缘关系非常密切，其形态特征为亲本的中间型，较难进行区分。其得名于园艺公司维奇苗圃的负责人哈里·维奇。

## 植物学史

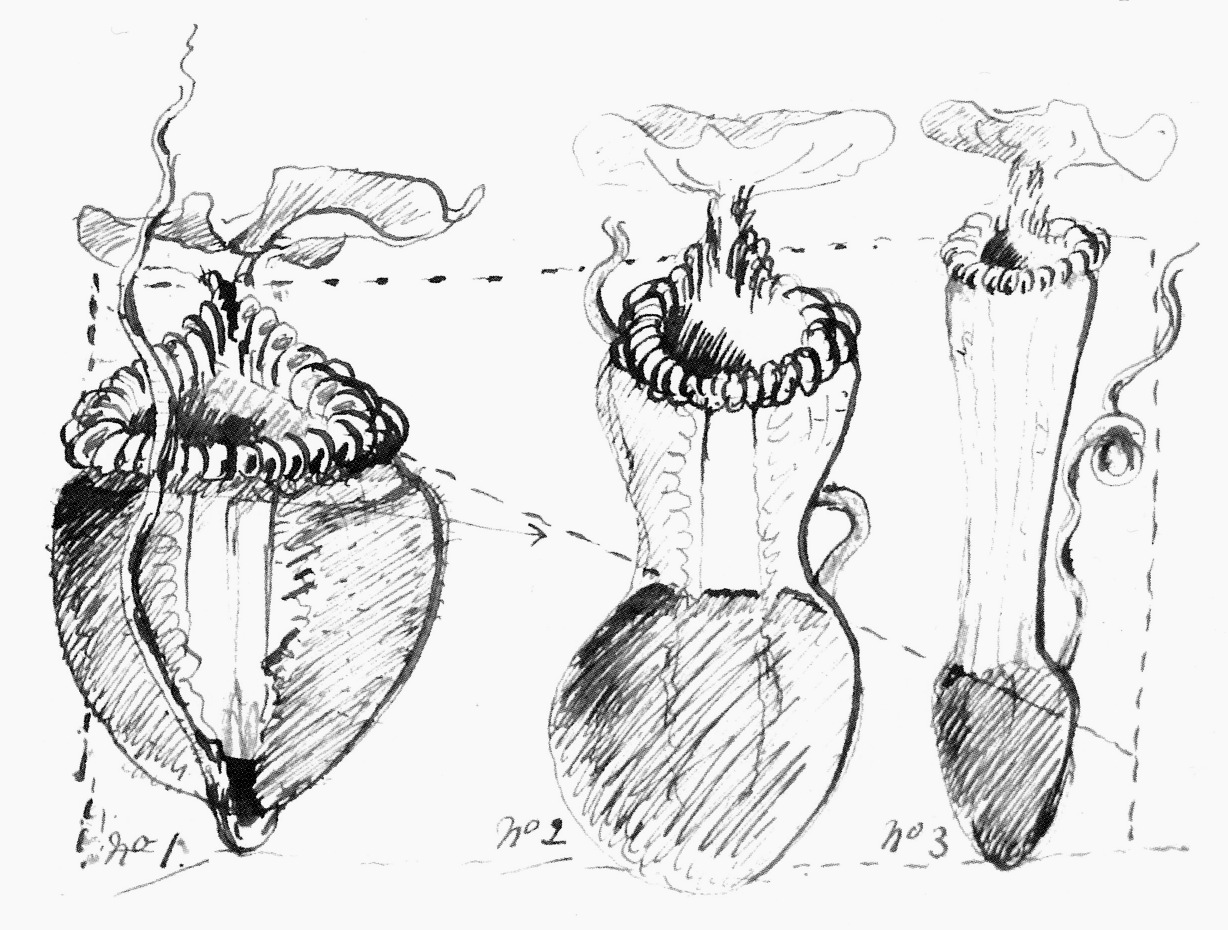
弗雷德里克·威廉·伯比奇在1880年给约瑟夫·道尔顿·胡克的信中所附的草图，分别为长毛猪笼草（左），哈里猪笼草（中）和爱德华猪笼草（右）

1882年，弗雷德里克·威廉·伯比奇将其作为一个物种进行了最初的描述。他写道：
|  | 除此之外，我还发现了一种为长毛猪笼草和爱德华猪笼草的中间型的物种附生于木麻黄上。我相信这是一个未命名的物种；如果是，我想将其称为哈里猪笼草。对爱德华猪笼草的枯萎捕虫笼进行观察可发现，其上五分之四为纸质，而下部为坚硬的革质；长毛猪笼草除了唇下约半英寸外，几乎全为坚硬的革质；哈里猪笼草约有三分之一的捕虫笼是革质的，而唇下的三分之二为柔软的纸质。在我的草图中可看到，这三者的笼口边缘与其他猪笼草明显不同。 …… 约瑟夫·胡克先生在《Linn. Trans.》第二十二卷中认为长毛猪笼草与爱德华猪笼草可能是同一个物种。但事实并非如此，他们在山上分布的区域距离很远，且生长习性及颜色都不一样。而哈里猪笼草显然是一个杂交种，其具有双亲的性状。 |

1908年，约翰·缪尔黑德·麦克法兰在他的专著《猪笼草科》中跟随了弗雷德里克·威廉·伯比奇的杂交种假设并进行了描述。B·H·丹瑟在其1928年的专著《荷属东印度群岛的猪笼草科植物》中也同麦克法兰一样，认为哈里猪笼草是一个杂交种，并认为其可能是爱德华猪笼草与长毛猪笼草的一个变型的自然杂交种。但在其最后的解释中，他将这两个类群都归入了长毛猪笼草。

## 相关物种
哈里猪笼草捕虫笼的形态特征与长毛猪笼草不同。哈里猪笼草的捕虫笼与长毛猪笼草相比更接近圆柱形。而与爱德华猪笼草相比，其毛被更密集。哈里猪笼草的笼肩位于捕虫笼的中部，而长毛猪笼草的笼肩位于唇下，爱德华猪笼草的笼肩位于捕虫笼的下四分之一处。不过，产自坦布幼昆山的长毛猪笼草的笼肩上部会略微拉长，所以很容易与该杂交种相互混淆。
哈里猪笼草分布于卡鲁比斯河上游的山脊及基纳巴卢山顶峰步道附近的“Pondok Lowii”和“Pondok Mempening”。因为爱德华猪笼草不存在于顶峰步道附近，所以一般不会与该杂交种混淆。

## 扩展阅读
- 食虫植物照片搜寻引擎中哈里猪笼草的照片（页面存档备份，存于）

 维基共享资源上的相關多媒體資源：哈里猪笼草
 維基物種上的相關：哈里猪笼草